# Actun Tunichil Muknal
Actun Tunichil Muknal è un sistema di grotte situato nei pressi della città di San Ignacio, nel distretto di Cayo, in Belize. È un sito archeologico maya importante, poiché al suo interno sono stati rinvenuti scheletri, ceramiche e manufatti in pietra. In diverse zone della sala principale sono presenti numerosi resti di scheletri. Tra questi, il più conosciuto è lo scheletro di un'adolescente, forse vittima sacrificale, chiamato “La fanciulla di cristallo” perché le sue ossa calcificate appaiono oggi brillanti e cristallizzate.
Le ceramiche rinvenute nel sito sono importanti perché presentano i “fori dell'uccisione”, i quali indicano che erano utilizzate a scopi cerimoniali. La maggior parte dei manufatti e dei resti maya sono calcificati nel suolo. I Maya hanno modificato le formazioni rocciose della grotta per creare altari per le offerte, sagome e teste di animali o per proiettare ombre. Nelle parti superiori la grotta è decorata da formazioni rocciose.
La vita animale della grotta è caratterizzata da grandi colonie di pipistrelli, granchi d'acqua dolce, gamberi, pesci gatto e altre specie di pesci tropicali. Vi si trovano anche grossi invertebrati come gli amblypygi e diversi ragni predatori. La grotta è abitata anche da agouti e lontre. Nelle grotte fluviali di queste dimensioni del Belize è facile trovare questa grande varietà di specie e molte altre ancora.
Gli altri siti maya nelle vicinanze sono Cahal Pech, Chaa Creek, El Pilar e Xunantunich.

## Turismo
Nell'intento di preservare il sito e di non impedire l'accesso ai turisti, l'Ufficio del turismo del Belize ha concesso alcune licenze un gruppo ristretto di operatori per organizzare visite guidate.
Actun Tunichil Muknal si trova nella riserva naturale di Tapir Mountain. Il sistema di grotte principale è lungo circa 4,8 km e consiste in un lungo corridoio sotterraneo, lungo circa 3,2 km, dove scorre un fiume che termina in una vasca di raccolta e prosegue per 1,6 km circa con una serie di passaggi preistorici più elevati, tra rocce massicce e sale gigantesche. Si può uscire dalla grotta attraverso un passaggio molto stretto, che si affaccia nella giungla su una gigantesca dolina. Il passaggio più elevato della grotta si trova a circa un terzo del percorso dall'ingresso più basso. Qui sono stati trovati i resti di 14 scheletri e numerosi esempi di antiche ceramiche maya.